# Akrabi mészárlás
Az akrabi mészárlás a szíriai polgárháború során, 2012. december 11-én elkövetett mészárlás volt, melyben 125–300, többségében alavita személy vesztette életét a Hamá kormányzóság területén található Akrab faluban. Az atrocitás elkövetésével a kormány és a lázadók egymást vádolták meg.

## A mészárlás
Hamá város és környéke a Bassár el-Aszad szíriai elnök elleni lázadás kitörése óta súlyos harcok színhelye volt. 2012 decemberében a lázadók legfontosabb fegyveres szervezete, az SZSZH offenzívát indított a térségben a szíriai kormányerők visszaszorítására.
December 12-én a harcok elérték a vegyes szunnita – alavita lakosságú Akrab falu térségét is. A SOHR szerint a faluban – a kormány oldalán álló – Sabiha milicisták sáncolták el magukat, akik – miután az SZSZH támadni kezdte állásaikat – élő pajzsként használták a civil lakosságot. A SOHR állítását alátámasztotta néhány helybéli alavita lakos is, sőt az egyik sebesült állítása szerint családját maguk a milicisták mészárolták le. Az ő vallomásaikat azonban jelentős mértékben befolyásolhatta az a tény is, hogy az SZSZH fegyvereseinek "oltalmában" voltak.
Ezzel szemben Alex Thomson brit újságíró is ellátogatott a faluba, ahol – az SZSZH által nem fogvatartott – szemtanúk a lázadókat vádolták meg a civilek legyilkolásával, sőt állításuk szerint a lázadók az életben maradt lakosok egy részét magukkal hurcolták az általuk megszállt Húlába.
A mészárlás áldozatainak számát máig nem lehet tudni, egyes jelentések szerint 125, mások szerint legalább 300 halálos áldozata volt.